# Nuevo Progreso, Catazajá
Nuevo Progreso är en ort i Mexiko.   Den ligger i kommunen Catazajá och delstaten Chiapas, i den sydöstra delen av landet, 800 km öster om huvudstaden Mexico City. Nuevo Progreso ligger 4 meter över havet och antalet invånare är 172.
Terrängen runt Nuevo Progreso är mycket platt. Runt Nuevo Progreso är det glesbefolkat, med 20 invånare per kvadratkilometer. Närmaste större samhälle är Catazajá, 16,2 km söder om Nuevo Progreso. Omgivningarna runt Nuevo Progreso är en mosaik av jordbruksmark och naturlig växtlighet.